# スポーツクラブNAS
スポーツクラブNAS株式会社（スポーツクラブナス、Sports Club NAS）は、東京都に本社を置く「スポーツクラブNAS」等のスポーツクラブを運営する大和ハウス工業グループの企業。

## 概要
日本の大手スポーツクラブのひとつで、日本全国で約70施設が営業している。なお、施設名および企業名に付与されている「NAS」は、運営会社のかつての社名である「日本体育施設運営」の英語名 (Nippon Athletic Service) の頭文字（アクロニム）から採られたものである。
前述のスポーツクラブのほか、各種のスクール（水泳・テニス・ゴルフなど）を同ブランドで運営している。

### 運営企業
運営会社のスポーツクラブNAS株式会社は、2005年4月に大和ハウス工業の連結子会社となり、ダイワグループに名を連ねている。なお、同年以降に新設された店舗は、主にダイワグループの保有する土地や建物に設置されている。

## 歴史
運営企業は、1972年に「日本体育施設運営株式会社」として設立された。なお、当時の本社事業所は東京都千代田区大手町に所在していた。
日本の業界では、セントラルスポーツ、コナミスポーツに並ぶ老舗であり、1998年まで3大スポーツクラブの一角を占めていた。しかし、その後は他社の新規参入により相対的な市場占有率が低下し、2017年には業界第6位となった。

### ベンチャーキャピタルによる買収ののち大和ハウス傘下へ
1999年にベンチャーキャピタル2社（シュローダー・ベンチャーズ、東京海上キャピタル）により運営企業が買収されたのち、2001年にはササダ・ファンドに買収された。2005年、ササダ・ファンドが保有していた株式（86.9%）を大和ハウス工業がすべて取得し、同社の連結子会社となった。なお、譲渡時の発行済株式総数は2,976,000株であった。

### 沿革
- 1972年9月 - 社会体育事業の普及を主たる目的として「日本体育施設運営株式会社」を設立。本社事業所を千代田区大手町に設置
- 1973年7月 - 最初の事業所を東京都足立区に設置（NAS花畑）し、スイミング事業を開始する。
- 1975年5月 - アスレティック事業を開始する。
- 1979年9月 - テニス事業を開始する。
- 1990年11月 - ゴルフスクール事業を開始する。
- 2005年4月 - 大和ハウスグループの連結対象企業となる。
- 2010年6月 - エステ事業展開を開始
- 2010年10月 - 運営会社名をスポーツクラブNAS株式会社に変更する。
- 2011年4月 - 大和ハウス工業株式会社100％子会社となる。
- 2011年6月 - 本社を江東区有明に移転

## 運営施設

### 営業中の施設
北海道
- NAS札幌
- NAS Vit Park札幌

新潟県
- NAS新潟
- NAS長岡 （ロイヤルプラザ長岡内）

東京都
- プレミアムスポーツクラブ NAS銀座
- NAS Wellness & Spa CLUB芝浦アイランド （芝浦アイランド内）
- NASリバーシティ21
- NAS大崎 （ダイワロイネットホテル内）
- NAS西日暮里
- NAS町屋
- ホットヨガスタジオ美温 東京オペラシティ
- NAS光が丘 （光が丘IMA内）
- インドアテニススクールNAS光が丘
- NAS芦花公園
- NAS西葛西
- NAS篠崎
- NAS吉祥寺
- ホットヨガスタジオ美温 三鷹
- NAS聖跡桜ケ丘 （京王聖蹟桜ヶ丘SC内）
- NAS若葉台
- NAS永山（ACROS内）
- NAS高尾
- NASPILATES新御徒町

千葉県
- NAS新鎌ヶ谷 （アクロスモール新鎌ヶ谷内）
- NAS松戸
- NASおゆみ野

埼玉県
- NAS蕨
- テニスクラブNASこしがや
- NAS東大宮(新館)
- NAS武蔵浦和

神奈川県
- NAS新川崎
- NAS溝の口
- NAS中山
- NAS瀬谷
- NAS南林間
- NAS湘南台
- NAS戸塚
- NAS藤沢
- NAS平塚

愛知県
- NASサンマルシェ （サンマルシェ北西エリア）
- テニスクラブNASサンマルシェ
- NAS稲沢
- NAS大高

滋賀県
- NAS大津一里山 （フォレオ大津一里山内）

京都府
- NAS伏見桃山

奈良県
- NAS学園前

大阪府
- NAS大阪ドームシティ（フォレオ大阪ドームシティ内）
- NASなんばパークス
- NASあべの
- NASなかもず
- NAS鳳
- NAS平野
- NAS小阪
- RUNNING BASE 大阪城

兵庫県
- NASウッディタウン （ウッディタウン内）

福岡県
- NAS博多
- NAS姪浜
- NAS六本松

長崎県
- NAS長崎

大分県
- NASパークプレイス大分

### 指定管理者制度により運営受託している施設
芦屋海浜公園プールについては、NAS・クリタス共同事業体（株式会社クリタスは、栗田工業が100%出資する子会社）が指定管理者となり施設を運営している。なお、かつて受託していた巣鴨体育館についても同事業体が受託していた。
- 巣鴨体育館（東京都豊島区） 2005年4月1日 - 2010年3月31日
- 芦屋海浜公園プール（兵庫県芦屋市） 2005年6月1日 -
- 姫路市立飾磨屋内プール（兵庫県姫路市） 2006年4月1日 -
- 千葉市スポーツ施設指定管理  市内11ヶ所（千葉県千葉市）2016年4月1日-

### かつて営業していた施設
- NAS花畑（東京都足立区） - 第1号店[4]。
- NASポートピア（兵庫県） - 阪神・淡路大震災に被災し暫定休業したのち、再開されたが1998年3月頃営業終了。
- RHINOスポーツクラブNAS西院
- NAS町田（東京都町田市） - YOUTH町田に譲渡[5]
- NAS足利（栃木県足利市） - スポーツクラブ山前として営業
- NAS国立（東京都国立市） - 東京女子体育大学の敷地内にあった。マイ・エス・スイミング国立に譲渡[6]。
- NAS船橋
- NAS厚木
- NAS三ノ輪
- セブンシティアスレティッククラブ（東京都新宿区） - 東京年金基金センターセブンシティ（のち、住友不動産西新宿ビルに名称変更）の地下にあった。2004年9月30日をもって営業を終了した[7]。
- NASダイゴロー（京都市伏見区） - パセオ・ダイゴロー内にあった。オージースポーツに譲渡し、2009年7月に閉店した。
- NAS芦屋 - 2009年9月30日に閉店した。
- NAS吹上 - 2009年9月30日に閉店した。
- NAS向島 - 2009年11月29日に閉店した。
- Beauty Wellness Spa Legato - 京王聖蹟桜ヶ丘SC内にあった。
- NASフラワータウン
- NAS横浜若葉台 [8]
- NAS習志野 [9]
- NAS府中 [10]
- NAS二俣川 [11]
- NAS浦安 （西友パートII内）
- NAS大森 - 2013年4月末日閉店。
- NAS白井 -1983年開業で設備はプールのみであった。2014年3月にプールの天井が落ち、休業していたが、修復が困難であったため6月に閉店が決定し31年の歴史に幕を降ろした。マルエツ白井店3階に存在した。
- プレミアムスポーツクラブ NAS六本木
- NAS福岡大橋
- NAS船橋
- NASめじろ台
- NAS志木 2019年8月31日に閉店
- NAS茅ヶ崎
- カジュアルフィットネスNAS港北
- スタイルフィットネスNAS ANNEX
- NAS川越
- NAS南船橋
- NAS勝田台
- テニスクラブNASこくぶんじ
- NAS北天神 （エフパーキング北天神内）
- NAS姫路 （ザ・モール姫路内） 2023年3月31日に閉店
- NAS西船橋　2023年7月31日に閉店
- NAS稲毛海岸　2023年7月31日に閉店。1992年から31年に亘り営業した。
- NAS赤坂　2024年5月31日に閉店
- NAS東札幌 （イーアス札幌内）　2024年10月31日に閉店
- テニスクラブNAS志木
- NAS勝どき　（プラザ勝どき内）　2025年2月28日に閉店